# Thelypteris brachypoda
Thelypteris brachypoda là một loài thực vật có mạch trong họ Thelypteridaceae. Loài này được (Baker) C.V. Morton miêu tả khoa học đầu tiên năm 1951.